# Escames
 Escames  es una comuna y población de Francia, en la región de Picardía, departamento de Oise, en el distrito de Beauvais y cantón de Songeons.
Su población en el censo de 1999 era de 208 habitantes.
Está integrada en la Communauté de communes de la Picardie Verte .

## Demografía
| 170 | 178 | 184 | 182 | 183 | 208 |
| Para los censos de 1962 a 1999 la población legal corresponde a la población sin duplicidades (Fuente: INSEE [Consultar]) |     |     |     |     |     |

- Datos: Q1337735
- Multimedia: Escames / Q1337735

1. ↑  Worldpostalcodes.org, código postal n.º 60380.
2. ↑  INSEE, Datos de población para el año 2012 de Escames (en francés).